# Yeongnam Air
Yeongnam Air (koreanisch 영남에어) war eine kurzlebige südkoreanische Fluggesellschaft.

## Geschichte
Yeongnam Air wurde am 25. Juli 2008 gegründet. Das Unternehmen führte mit einer von der niederländischen Denim Air ACMI geleasten Fokker 100 von Gimhae und Gimpo ausgehende Linienflüge nach Daegu und Jeju durch. Die Gesellschaft stellte ihren Betrieb im Dezember 2008 ein und wurde 2009 liquidiert.

## Eingesetztes Flugzeug
- Fokker 100 (Kennzeichen: HL7774)[1]